# Francofurtensie

Wappen der Stadt Frankfurt am Main

Eine Francofurtensie oder Frankofurtensie ist ein Gegenstand, der sich auf die Stadt Frankfurt am Main bezieht. Insbesondere werden darunter Bücher, Schriftstücke, Urkunden, Münzen, Bilder und andere Gegenstände verstanden, die Frankfurt zum Thema haben, beispielsweise zur Geschichte von Frankfurt am Main oder zur Kultur in Frankfurt am Main. Der Begriff ist aus dem latinisierten Adjektiv francofurtensis („Frankfurter“) gebildet.

## Wichtige Sammlungen und Herausgeber
Bedeutende öffentlich zugängliche Sammlungen von Francofurtensien befinden sich unter anderem im Institut für Stadtgeschichte, im Historischen Museum, in der Universitätsbibliothek Johann Christian Senckenberg und der Frankfurter Bürgerstiftung im Holzhausenschlösschen. Die Gesellschaft für Frankfurter Geschichte und die Frankfurter Historische Kommission gehören zu den wichtigsten Herausgebern von Francofurtensien. Auch der Verlag Waldemar Kramer war auf Francofurtensien spezialisiert.

### Kataloge
- Katalog der Archivalien und Mediendateien im Institut für Stadtgeschichte
- Sammlung Frankfurt und Seltene Drucke der Universitätsbibliothek Johann Christian Senckenberg